# Wolfgang Webner
Wolfgang Webner (ur. 23 kwietnia 1937 we Wrocławiu, zm. w 2020) – niemiecki siatkarz, medalista igrzysk olimpijskich i mistrzostw świata.

## Życiorys
Webner był w składzie reprezentacji Niemiec Wschodnich podczas igrzysk 1968 w Meksyku. Zagrał w ośmiu z dziewięciu meczów, po których drużyna NRD zajęła 4. miejsce. Tryumfował z reprezentacją na rozgrywanych w Bułgarii mistrzostwach świata 1970. Webner wystąpił także na igrzyskach 1972 odbywających się w Monachium. Zagrał we wszystkich meczach fazy grupowej, wygranym półfinale ze Związkiem Radzieckim oraz w przegranym finale z Japonią.
Grał w klubie SC Dynamo Berlin.